# 3516 Rusheva
3516 Rusheva este un asteroid din centura principală, descoperit pe 21 octombrie 1982 de Liudmila Karacikina.